# Asunafo South

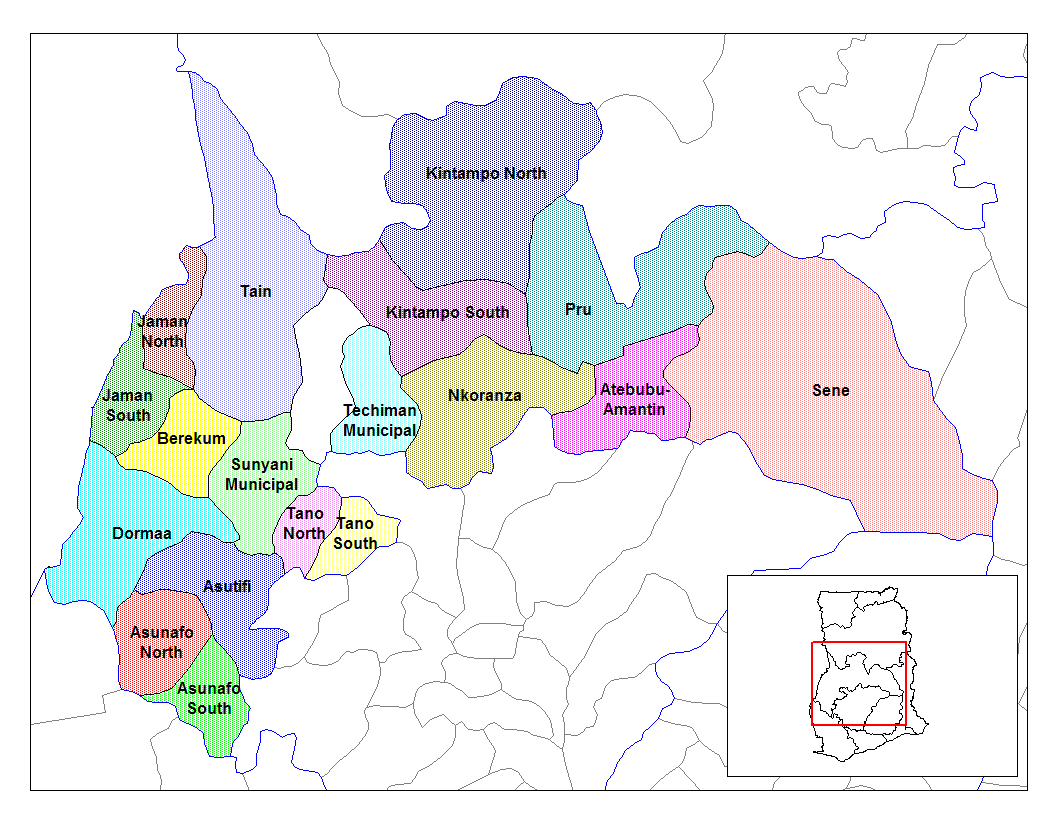
Mapa da região Brong-Ahafo; Asunafo South encontra-se no sul, de cor verde

Asunafo South é um distrito da região Brong-Ahafo, no Gana.